# Zoo e giardino botanico di Cincinnati
Lo zoo e giardino botanico di Cincinnati è il quinto zoo più antico degli Stati Uniti, aperto nel 1875, dopo lo zoo di Filadelfia (1874), lo zoo di Roger Williams Park (1872), il Lincoln Park Zoo (1868) e lo Zoo di Central Park (1864). Lo zoo si trova nel quartiere di Avondale a Cincinnati, Ohio. Inizialmente, lo zoo contava 64,5 acri (26,5 ettari) di espansione nel mezzo della città, ma si è pian piano espanso nelle aree vicine e in diverse riserve nella periferia esterna di Cincinnati. Nel 1987 venne nominato Monumento Storico Nazionale.
Lo zoo ospita oltre 500 animali e 3.000 specie di piante. Inoltre, lo zoo ha anche condotto diversi programmi di riproduzione in cattività durante la sua apertura nella ed è stato il primo zoo ad allevare con successo i leoni marini della California. Nel 1986, venne creato il Lindner Center for Conservation and Research of Endangered Wildlife (CREW) per promuovere l'obiettivo di conservazione delle specie dello zoo. Lo zoo è inoltre noto per essere stato l'ultimo zoo a possedere due uccelli oggi estinti: l'ultima colomba migratrice, di nome Martha, e l'ultimo parrocchetto della Carolina, di nome Incas.
Lo zoo è un membro accreditato dell'Associazione degli Zoo e degli Acquari (AZA), e un membro dell'Associazione Mondiale degli Zoo e degli Acquari (WAZA).
Una classifica del 2014 di USA Today, basata sui dati forniti dall'Associazione degli Zoo e degli Acquari, colloca lo zoo di Cincinnati tra i migliori del paese.
Una classifica del 2019 compilata dai lettori di USA Today ha indicato lo zoo di Cincinnati come il migliore fra i giardini zoologici e botanici del Nord America.

## Storia

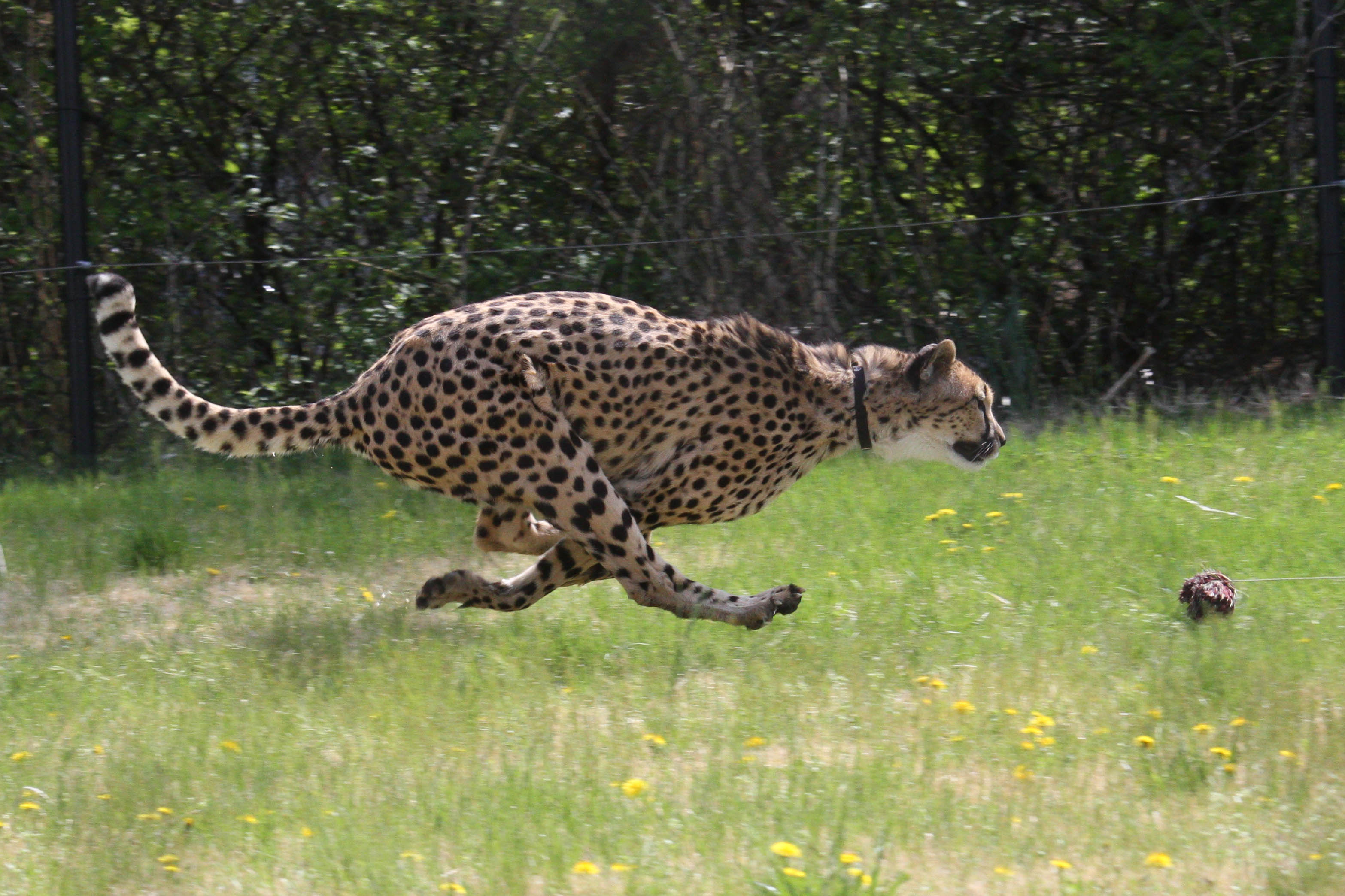
Un esemplare adulto di ghepardo del Sudafrica, allo zoo e gardino biologico di Cincinnati

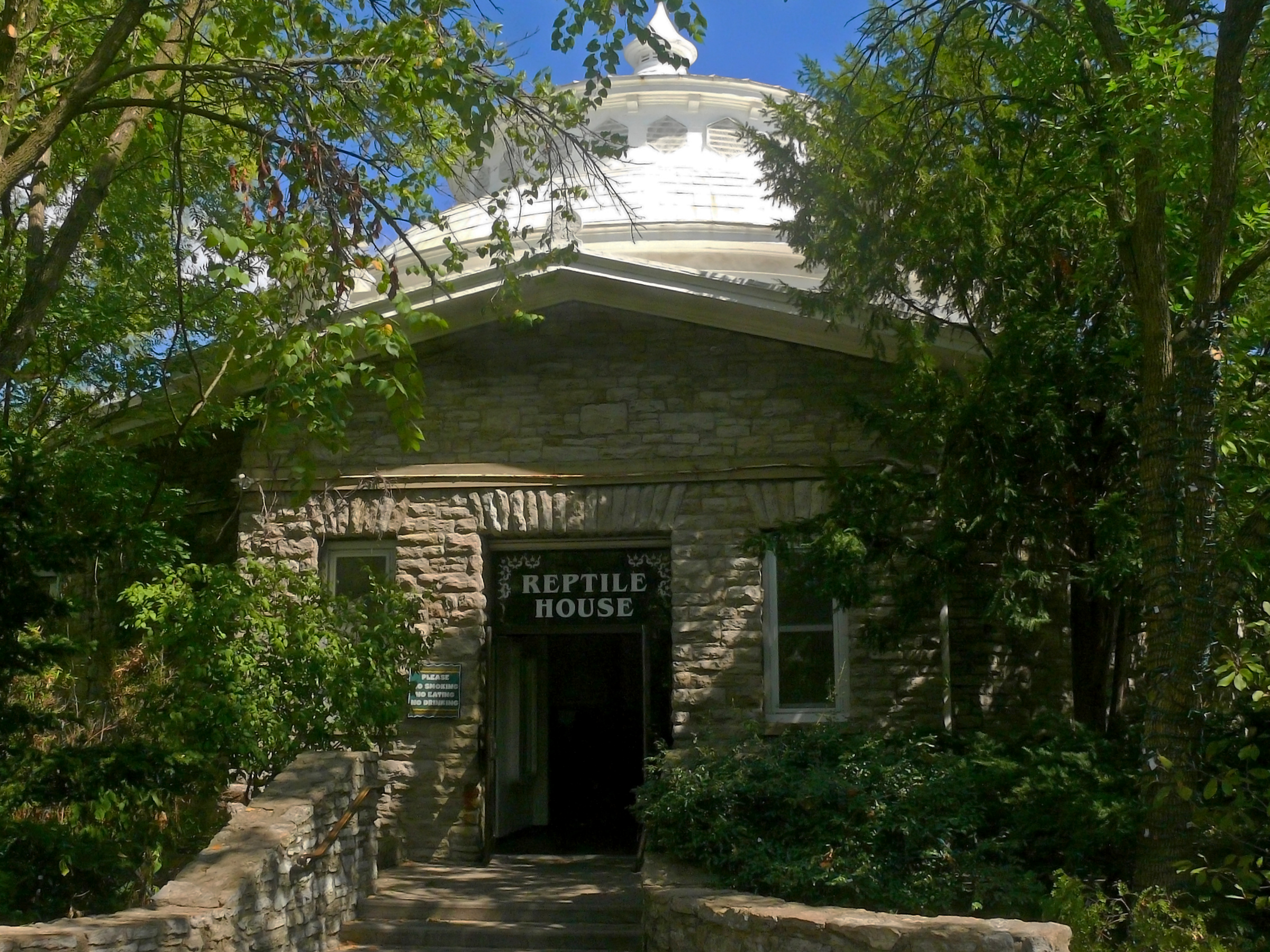
La Reptile House, costruita nel 1875

Nel 1872, tre anni prima della creazione dello zoo, Andrew Erkenbrecher e diversi altri residenti crearono la Society for the Acclimatization of Birds a Cincinnati per acquistare degli uccelli che si nutrissero di insetti per controllare una grave sovrappopolamento di bruchi. Una collezione di circa 1.000 uccelli importati dall'Europa nel 1872 venne ospitata a Burnet Woods prima di essere rilasciata in natura. Nel 1873, i membri della Society of Acclimatization iniziarono a discutere sull'idea di creare uno zoo e fondarono The Zoological Society of Cincinnati. Un anno dopo, la Zoological Society of Cincinnati stipulò un contratto di locazione di 99 anni su sessantacinque acri in un pascolo bovino noto come Blakely Woods.
Il Cincinnati Zoological Gardens aprì ufficialmente le porte il 18 settembre 1875. L'architetto James W. McLaughlin, che costruì i primi edifici dello zoo, progettò i primi reperti zoologici negli Stati Uniti. Lo zoo iniziò con otto scimmie, due orsi grizzly, tre cervi dalla coda bianca, sei procioni, due wapiti, un bufalo americano, una iena, una tigre, un alligatore americano, un elefante da circo e oltre quattrocento uccelli, compreso un corvo parlante. La prima guida sullo zoo di Cincinnati venne scritta nel 1876 in tedesco. I fondatori dello zoo, incluso il suo primo direttore generale, erano immigrati tedeschi e la città aveva una grande popolazione di lingua tedesca. La prima edizione in lingua inglese (illustrata) fu pubblicata nel 1893.
Nei suoi primi 20 anni, lo zoo incontrò molte difficoltà finanziarie e, nonostante abbia venduto 22 acri (8,9 ha) per estinguere il debito nel 1886, entrò in amministrazione controllata nel 1898. Al fine di impedire la liquidazione dello zoo, gli azionisti hanno scelto di rinunciare ai loro interessi per $ 225.000 inizialmente investiti. Per i successivi due anni, lo zoo fu gestito dalla Cincinnati Zoological Company come azienda. Nel 1901, la Cincinnati Traction Company, acquistò lo zoo, sperando di usarlo come pubblicità per la propria compagnia e attirare potenziali clienti. La compagnia gestì lo zoo fino al 1917, quando la Cincinnati Zoological Park Association, finanziata dalle donazioni dei filantropi Mary Emery e Anna Sinton Taft e un'ondata di desiderio del pubblico il cui interesse per lo zoo era cresciuto negli anni, prese il controllo dello zoo. Nel 1932, la città acquistò lo zoo e iniziò a gestirlo attraverso il Board of Park Commissioners. Ciò segnò la transizione dello zoo dal suo periodo di insicurezza finanziaria al suo stato moderno di crescita stabile e stabilità fiscale.
Oltre alle mostre di animali vivi, lo zoo ospita punti di ristoro, una sala da ballo, strade, passerelle e aree picnic. Tra il 1920 e il 1972, la Cincinnati Summer Opera si esibì in un padiglione all'aperto e fu trasmessa dalla radio NBC.
Nel 1987, alcune parti dello zoo sono state designate come punto di riferimento storico nazionale, le Strutture storiche dello Zoo di Cincinnati, per via della loro significativa architettura storica rappresentata dalla Elephant House, la Reptile House e il Passenger Pigeon Memorial.

## Animali e reparti

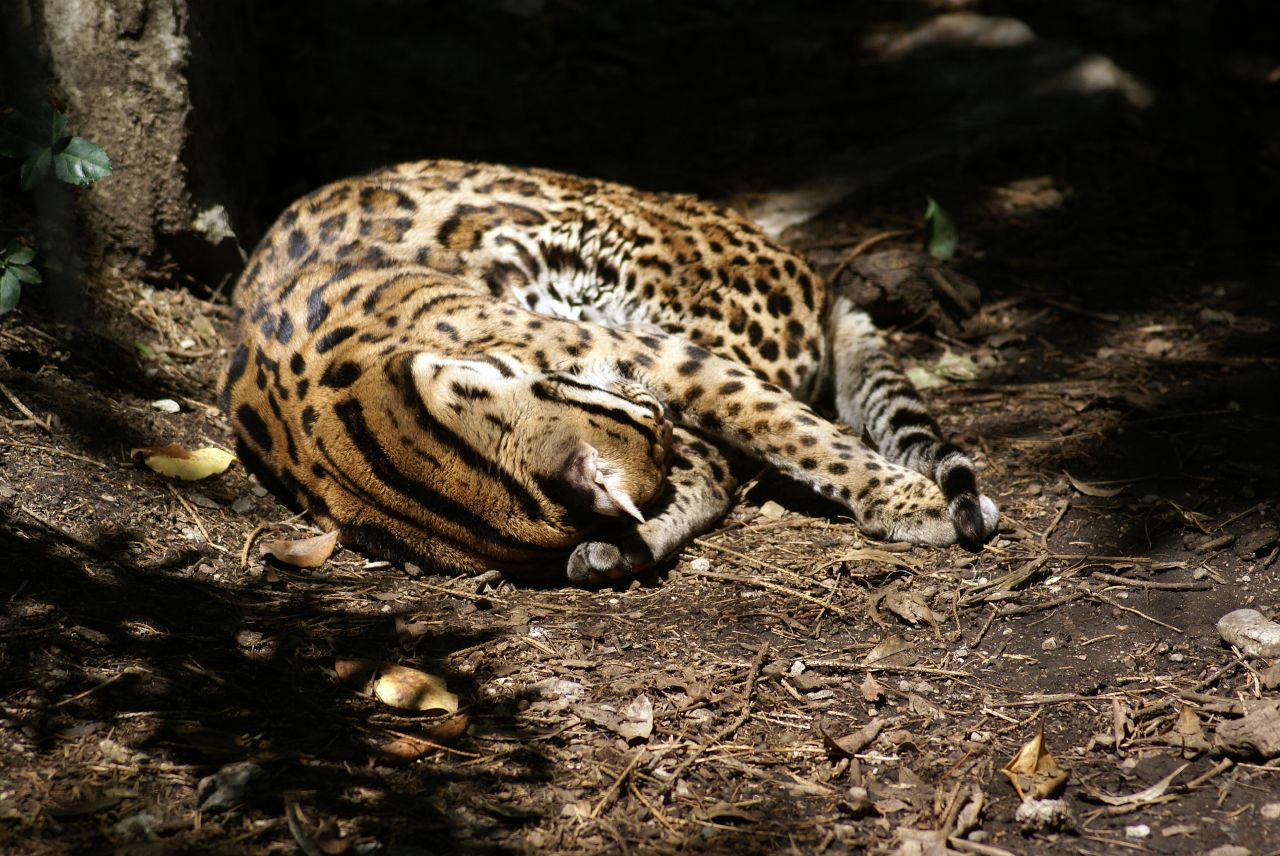
Un ocelot addormentato, allo zoo e giardino botanico di Cincinnati.

Alcuni animali dello zoo di Cincinnati detengono diversi record, tra cui il più longevo alligatore americano in cattività dell'epoca (morto all'età di circa 70 anni), il ghepardo più veloce in cattività, ed il più grande drago di Komodo. Lo zoo di Cincinnati è stato il primo zoo negli Stati Uniti ad esibire un aye-aye. Dopo che l'ultimo aye-aye morì di vecchiaia nel 1993, lo zoo ne ha finalmente acquisito un altro nel 2011, un giovane esemplare di 6 anni trasferito dal Duke Lemur Center in North Carolina.
Lo zoo di Cincinnati è una delle poche decine in Nord America ad ospitare ed allevare i bonobo (noto anche come scimpanzé pigmeo), una specie di grandi scimmie in via di estinzione.
Il 6 e 7 gennaio, lo zoo ha celebrato la nascita dei suoi primi cuccioli del 2020: due pulcini di pinguino.
Nel settembre 2020, lo zoo di Cincinnati ha completato la seconda parte del suo piano generale, trasformando il loro vecchio habitat dei leoni marini, a volte indicato come "Seal Falls" (che ospitava un singolo leone marino della California cieco di nome Duke), in un habitat più grande per i loro pinguini del Capo, aumentando il loro tasso di successo riproduttivo, e allo stesso tempo includendo altri uccelli marini africani, come pellicani bianchi, cormorani pettobianco e germani beccogiallo.

### Africa
Nel 2010, lo zoo realizzò una mostra africana di 8 acri (3,2 ha), la più grande mostra di animali di tutta la sua storia. La nuova espansione africana, avrebbe compreso la già presente Giraffe Ridge, una zona sopraelevata dove è possibile osservare le giraffe. Le fasi I e II, completate nel 2010, hanno aggiunto una sezione per le gru e ampliato il cortile per l'osservazione dei ghepardi, in modo che i ghepardi avessero uno spazio per correre maggiore del 40%. La fase III è stata aperta il 29 giugno 2013 e includeva una vista più ampia che offre ai visitatori l'opportunità di osservare leoni africani, leoni bianchi, serval, otocioni, licaoni, ed una nuova area per i ghepardi. La zona contiene anche il Base Camp Café, spesso definito il ristorante più verde degli Stati Uniti, che offre una vista sull'intera area, ed è stato aperto nel 2013.
La fase IV, rappresentava la costruzione della più grande area dell'espansione africana, aperta il 28 giugno 2014. La fase IV, portò alla costruzione di un'ampia area pianeggiante che ricreasse la savana africana e ospitasse alcuni degli animali africani più iconici, tra diversi erbivori, insieme ad alcuni dei più grandi uccelli africani.
La fase V, la fase finale dell'espansione, venne aperta il 23 luglio 2016, aggiungendo un'area per gli ippopotami del Nilo, Hippo Cove, che una visione degli animali sia sotto sia sopra l'acqua. L'area conteneva un maschio di 34 anni, di nome Henry, dallo zoo di Dickerson Park, e una femmina di 17 anni di nome Bibi dello zoo di St. Louis. La mattina del 24 gennaio 2017, Bibi diede alla luce una cucciola prematura di sei settimane. La cucciola, chiamata Fiona dallo staff dello zoo, è il primo ippopotamo nato allo zoo in 75 anni. Dopo una terapia intensiva da parte di guardiani dello zoo, veterinari e specialisti della NICU presso il Cincinnati Children's Hospital, Fiona è riuscita a sopravvivere. La storia delle prove che questo piccolo ippopotamo ha dovuto superare e i suoi successi l'ha resa una celebrità di Internet ed eroe della città e ha aumentato drasticamente la presenza di visitatori dello zoo. Purtroppo, la salute di Henry peggiorò nel 2017 e l'esemplare venne eutanizzato il 31 ottobre dello stesso anno.
Il 17 luglio 2017, un vitello di rinoceronte nero orientale, Kendi, è nato dai genitori Faru e Seyia. La nascita di Kendi è stata catturata dalla telecamera e può essere visualizzata sul sito web dello zoo. Christina Gorsuch, curatrice di mammiferi allo zoo, afferma: "Questo vitello è solo il quinto rinoceronte nero orientale nato negli ultimi due anni in Nord America." Continua dicendo: "Ogni vitello di rinoceronte nato è incredibilmente importante per la popolazione, che conta meno di 60 individui in Nord America. I vitelli rimarranno con le loro madri per 3-4 anni, il che significa che una femmina in media può avere un solo vitello ogni 5 anni." Nel 2015, AZA ed il Species Survival Plan (SSP), hanno stabilito che i genitori Faru e Seyia avessero un buon corredo genetico e hanno raccomandato che si riproducessero. Faru è arrivato a Cincinnati da Atlanta nell'estate del 2015 quando venne presentato a Seyia.
Gorilla World fu un ulteriore ampliamento del 2016-2017, che comprese l'aggiunta di un grande edificio coperto per consentire ai visitatori di vedere i gorilla durante tutto l'anno, e Mshindi, un silverback, arrivato dallo zoo di Louisville.
Animali presenti:
- Giraffa masai
- Fenicottero rosa
- Ghepardo
- Leone africano
- Faraona crestata del Kenya
- Avvoltoio di Ruppell
- Avvoltoio orecchiuto
- Pellicano grigio
- Gru coronata
- Mitteria del Senegal
- Struzzo
- Gazzella di Thomson
- Impala
- Kudu minore
- Gnu striato
- Zebra
- Licaone
- Suricata
- Ippopotamo
- Tilapia del Nilo

### Wings of the World
Wings of the World originariamente era il primo rettilario dello zoo di Cincinnati, costruito nel 1937. Circa quindici anni dopo, i rettili, vennero trasferiti nella Monkey House, una struttura che ospita tutt'ora alcune specie. Nel 1951, questo edificio divenne la prima vera e propria voliera per lo zoo, grazie ad un'ulteriore espansione ottenuta nel 1996. La struttura è rimase invariata per oltre vent'anni, prima di ricevere una ristrutturazione per eliminare le esposizioni più antiquate ed inadeguate, a favore di nuovi pannelli educativi ed attività per i visitatori. Ogni habitat è costruito per riflettere il più fedelmente possibile l'habitat degli uccelli che vi si trovano, tramite l'unione di formazioni rocciose artificiali e piante vive. La struttura ospita 50 specie di uccelli, divise in 11 habitat che rispecchiano il loro habitat d'origine: Sud America, Oceania, le montagne, le savane africane, Asia sudorientale, isole nordiche e gli oceani antartici. La prima sezione, Sud America, è composta da un grande atrio provvisto di luce naturale, e ricco di vegetazione tropicale e umidità, che i visitatori possono attraversare a piedi. Dopo una breve sezione, che contiene una coppia di irena dorsoazzurro, si apre la terza sezione, Australasia, un secondo grande atrio, composto da vegetazione via e uccelli in semi-libertà. In questa sezione si possono trovare gli ormai estinti in natura ralli di Guam, un uccello che ormai sopravvive solo in cattività. Superato l'atrio di Australasia, l'edificio si ospite habitat più piccoli, specifici per ciascuna specie. L'ultima sezione dell'edificio ospita uccelli delle regioni polari ed è diviso in tre habitat: oceani nordici, due habitat che ospitano pulcinelle, urie e anatre marine, e oceani del sud, un habitat più grande che ospita tre diverse specie di pinguini e altri uccelli aquatici.
Animali presenti:
- Ara scarlatto
- Ibis scarlatto
- Tarabuso del sole
- Fringuello zafferano
- Becco a cucchiaio
- Pavonecella del Cile
- Piccione peruviano
- Fringuello rosso pileato
- Cardinale testarossa
- Cacicco groppagialla
- Fringuello grigio-blu
- Airone guardabuoi
- Parrocchetto dorato
- Cuculo Guira
- Motmot corona azzurra
- Casarca
- Mata mata
- Irena dorsoazzurro
- Storno di Bali
- Piccione dal collare
- Garrulo coronato blu
- Volpe volante indiana
- Piccione delle Nicobare
- Rallo di Guam
- Pappagallo beccoforte
- Canarino del Mozambico
- Vescovo rosso
- Cua crestato
- Averla gazza
- Barbetto testarossa
- Storno pettodorato
- Otarda dalla cresta bruna
- Bucero rinoceronte
- Pulcinella di mare
- Pulcinella dal corno
- Uria colomba
- Uria comune
- Pesciaiola
- Pinguino reale
- Pinguino saltarocce
- Pinguino di Magellano
- Ibis faccianera
- Fischione del Cile
- Sterna inca

### Free Flight Aviary
Precedente alla costruzione di Wings of the World, la Free Flight Aviary' è una piccola voliera, aperta nel maggio 1962, permette ai visitatori di camminare all'interno dello stesso spazio degli uccelli provenienti da ogni parte del mondo, che vivono in semi libertà in questo spazio dedicato. Nel 2006, la struttura venne temporaneamente rinominata Lorikeets landing, ed ospitava varie specie di lorichetti e, anche se per poco, pure dei kea. Tuttavia, la struttura ritornò in seguito al suo scopo originale, ospitando insieme uccelli da ogni parte del mondo.
Animali presenti:
- Gura di Vittoria
- Casarca
- Piccione delle Nicobare
- Oca gazza
- Turaco di Lady Ross
- Seriama crestato
- Piccione imperiale bianconero
- Gavina americana

### Roo Valley

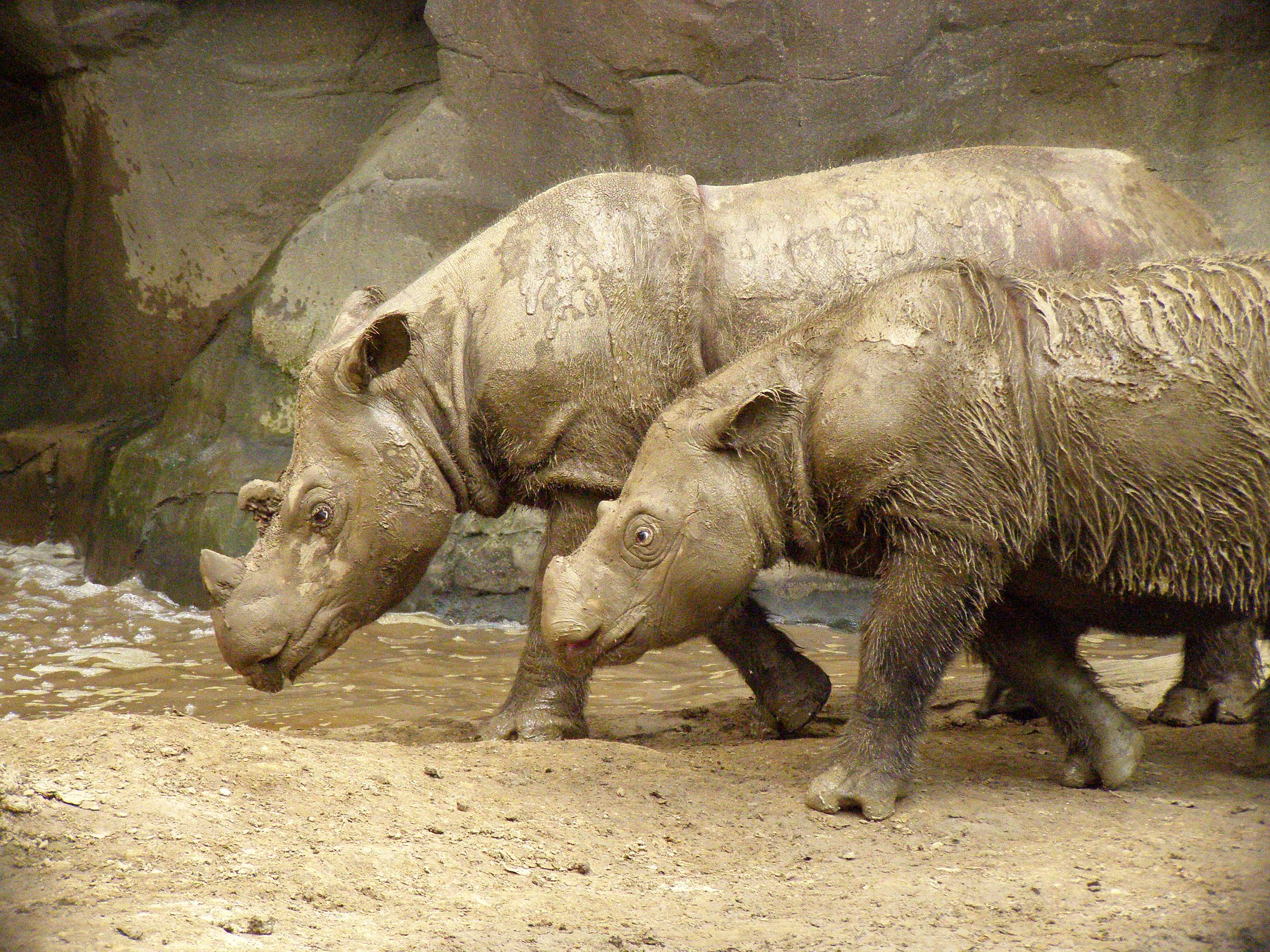
I rinoceronti di Sumatra Emi e Harapan, nel loro vecchi habitat nel Wildlife Canyon

Nell'agosto del 2020 lo zoo di Cincinnati ha terminato la prima parte del loro masterplan "More Home To Roam", trasformando la vecchia area nota come Wildlife Canyon in una nuova area chiamata Roo Valley. Il nome originale, Wildlife Canyon, derivava dalla posizione dell'area nel parco, situata sul fianco di una piccola ma ripida collina. Originariamente, quest'area era composta solo da un'area recintata per wapiti e cervi dalla coda bianca. Nel 1940, l'area venne espansa, esibendo primariamente animali con gli zoccoli. Nel 1997, l'area venne rinnovata nuovamente, prendendo il nome di Wildlife Canyon, mantenendo lo scopo di esibire animali con gli zoccoli. In questo periodo, quest'area era famosa principalmente per il loro progetto di riproduzione in cattività del rinoceronte di Sumatra: originariamente, vennero mandati sette rinoceronti di Sumatra negli Stati Uniti, per iniziare un percorso di allevamento in cattività per salvare la specie, ma nel 1997, il loro numero si era ridotto a tre: una femmina nello zoo di Los Angeles, un maschio nello zoo di Cincinnati e una femmina nello zoo del Bronx. In un ultimo sforzo di conservazione, i tre rinoceronti furono uniti nello zoo di Cincinnati. Dopo anni di tentativi falliti, la femmina di Los Angeles, Emi, rimase incinta per la sesta volta, del maschio Ipuh dello zoo. Emi diede alla luce un cucciolo maschio sano di nome Andalas, nel settembre 2001. La nascita di Andalas allo zoo di Cincinnati segnò la prima nascita in cattività riuscita di un rinoceronte di Sumatra, in 112 anni. Seguì la nascita di un altro cucciolo il 30 luglio 2004, una femmina chiamata Suci. Il 29 aprile 2007, Emi partorì per terza volta, un secondo maschio, di nome Harapan o Harry. Nonostante i successi dello zoo, il programma di riproduzione in cattività per questi animali rimase controverso. I fautori sostenevano che gli zoo non solo aiutassero nello sforzo di conservazione studiando le abitudini riproduttive, aumentando la consapevolezza e l'educazione del pubblico sui rinoceronti, aiutando a raccogliere risorse finanziarie per gli sforzi di conservazione a Sumatra, ma, inoltre, erano riusciti a stabilire un piccolo gruppo di riproduzione in cattività. Gli oppositori, invece, sostenevano che le perdite erano eccessive; il programma era troppo costoso; l'allontanamento dei rinoceronti dal loro habitat, anche temporaneamente, altera il loro ruolo ecologico; e le popolazioni in cattività non possono eguagliare il tasso di recupero osservato in habitat nativi ben protetti. Nell'ottobre 2015 Harapan, l'ultimo rinoceronte degli Stati Uniti, lasciò lo zoo di Cincinnati per tornare in Indonesia. A seguito della partenza dei rinoceronti di Sumatra, il Wildlife Canyon ospitò a rotazione vari animali tra cui emù, facoceri, capibara, potamoceri, cinghiali delle Visayas, babirusa, takin, orici dalle corna a sciabola, cammelli e cavalli di Przewalski, nonostante l'idea originale dell'area di ospitare solo animali con gli zoccoli del continente asiatico. A seguito del loro masterplan, lo zoo ha completamente rinnovato l'area, rilocando i loro animali, e portando alla costruzione della Roo Valley, aperta nell'agosto 2020. La nuova area è composta da un sentiero pedonale, dove i visitatori condividono la stessa area con i canguri del parco, in'area aperta che contiene anche un nuovo bar all'aperto ed un ristorante, un percorso d'arrampicata sopraelevato sull'habitat. La nuova zona fornisce anche una nuova area separata, che costituisce il nuovo habitat dei pinguini minori blu, spostati dal loro precedente habitat nell'area del Children's zoo, completo di una visuale sottomarina dell'habitat.
Animali presenti:
- Canguro rosso
- Canguro grigio occidentale
- Pinguino minore blu
- Anatra arboricola australiana
- Moretta della Nuova Zelanda
- Anatra lentigginosa

### Eagle Eyrie
Eagle Eyrie (letteralmente "nido dell'aquila") è una piccola area composta da due enormi voliere che sovrastano il fianco della collina, sovrastante la Roo Valley (ex Wildlife Canyon). All'epoca della sua apertura, lo zoo possedeva un'altra voliera nel parco dedicata ai rapaci, la Eagle House che conteneva poiane, avvoltoi e aquile nello stesso spazio. Nel 1946, questa struttura venne criticata come obsoleta e non adatta secondo i moderni standard degli zoo. Solo negli anni '70 venne costruita una nuova area per rapaci, costruita vicino all'entrata del parco, che agisse come barriera per il nuovo Wildlife Canyon. La nuova area è composta da una voliera, larga 15 metri, alte 21 metri, e lunga 42 metri, divisa in due voliere. Originariamente, la struttura ospitava un insieme di rapaci, come aquile reali e avvoltoi reali, mentre all'inizio del 200 la struttura ospitava aquile calve, ed ancora oggi ospita grandi uccelli rapaci. Entrambe le aree hanno punti di osservazione che permettono ai visitatori entrare nella voliera e trovarsi nella steso spazio dei rapaci. Nel 1989, lo zoo entrò a far parte del Association of Zoos & Aquariums' Anden Condor Species Survival Plan (SSP), per la reintroduzione in natura dei condor andini.
Animali presenti:
- Condor delle Ande
- Aquila di mare di Steller

### Night Hunters
La Night Hunters è una struttura al chiuso e dalle luci soffuse che ospita principalmente animali di piccole-medie dimensioni adattatasi alla vita notturna. Sin dal 1875, l'area su cui sorge la struttura è sempre stata dedicata a grandi predatori. Nel 1878, la struttura era conosciuta come Carnivore House, una struttura che conteneva una lunga fila di gabbie che ospitavano leoni, tigri, iene e altri grandi predatori. Nel 1950, la struttura venne demolita e aggiornata, per essere ricostruita nel 1952 venendo ribattezzata House for small mammals, ed ora ospitava scoiattoli, furetti, volpi e altre piccole creature locali. Nel 1985, le due aree principali che componevano la struttura vennero unite, creando la nuova Cat House, che dalla sua costruzione ospitava una delle più grandi collezione di felini di piccola taglia al mondo. Nel 2010, lo zoo decise di cambiare il tema dell'edificio, chiudendo lo stesso anno la loro Nocturnal House, aperta da 47 anni, volendo mantenere il tema notturno in uno degli edifici. Nel maggio 2011, le due strutture vennero combinate creando la struttura odierna. L'edificio odierno ospita diverse specie notturne provenienti sia dalla Cat House che dalla vecchia Nocturnal House, mentre alcuni dei suoi più grandi residenti sono stati spostati in altre aree dello zoo.
Animali presenti:
- Podargo strigoide
- Gatto di Pallas
- Protele
- Binturong
- Potto
- Vampiro comune
- Oritteropo
- Galagone maggiore settentrionale
- Volpe volante indiana
- Ocelot
- Armadillo dalle tre fasce
- Gatto dai piedi neri
- Gatto delle sabbie arabo
- Caracal
- Leopardo nebuloso
- Civetta dalle grandi macchie
- Fennec
- Bassarisco dalla coda ad anelli
- Lince rossa

### Cat Canyon
Originariamente quest'area ospitava i vecchi ed obsoleti recinti delle tigri e dei leoni del 1930, e successivamente rinominati Tiger Canyon, che rimasero perlopiù invariati per quasi settant'anni, fino al 2012 quando si decise di rinnovare l'area, ricostruendo e rimodellando i vecchi recinti, nominandola definitivamente Cat Canyon. Quest'area si concetra sulla conservazione dei grandi felini. La nuova area ha mantenuto alcune delle specie presenti, aggiungendone di nuove.
Animali presenti:
- Puma
- Tigre della Malesia
- Leopardo delle nevi

### Wolf Woods
Costruita nel 2005 come un'estensione della già esistente Otter Creek, Wolf Woods risulta l'area meno visitata dello zoo. Quest'area copre la fauna locale nordamericana ed è un importante centro di conservazione per il lupo messicano, la specie simbolo di quest'area. Lo zoo svolge un ruolo importante nella salvaguardia di questa rara sottospecie e, dalla sua apertura nel 2005, quest'area ha vista la nascita di una cucciolata di 10 cuccioli, sebbene ad oggi il loro habitat contenga solo tre maschi. Gli altri residenti degni di nota dell'area sono una coppia di lontre nordamericane. Originariamente, l'intera area pedonale della zona ospitava anche tacchini selvatici in semi-libertà, ma oggi i tacchini hanno abbandonato l'area insieme al recinto delle moffette.
Animali presenti:
- Volpe grigia
- Lontra nordamericana
- Lupo messicano
- Allocco barrato

## Center for Conservation and Research of Endangered Wildlife (CREW)
Lo zoo di Cincinnati è molto attivo nell'allevamento in cattività degli animali per aiutare a salvaguardare la sopravvivenza delle specie, a partire dal 1880 con la prima schiusa di un cigno trombettiere in uno zoo, e la nascita di quattro colombe migratrici. Questo fu seguito nel 1882 con la nascita del primo vitello di bisonte americano nato in cattività.
Nel 1986, lo zoo ha istituito il Carl H. Lindner Jr. Family Center for Conservation and Research of Endangered Wildlife allo scopo di utilizzare la scienza e la tecnologia per comprendere, preservare e propagare la flora e la fauna in via di estinzione e facilitare la conservazione della biodiversità globale. Il Frozen Zoo svolge un ruolo importante in questo campo. Al suo interno sono conservati oltre 2.500 esemplari che rappresentano circa 60 specie animali e 65 specie vegetali. Terri Roth è il direttore della CREW.

## Esemplari famosi

### Susie

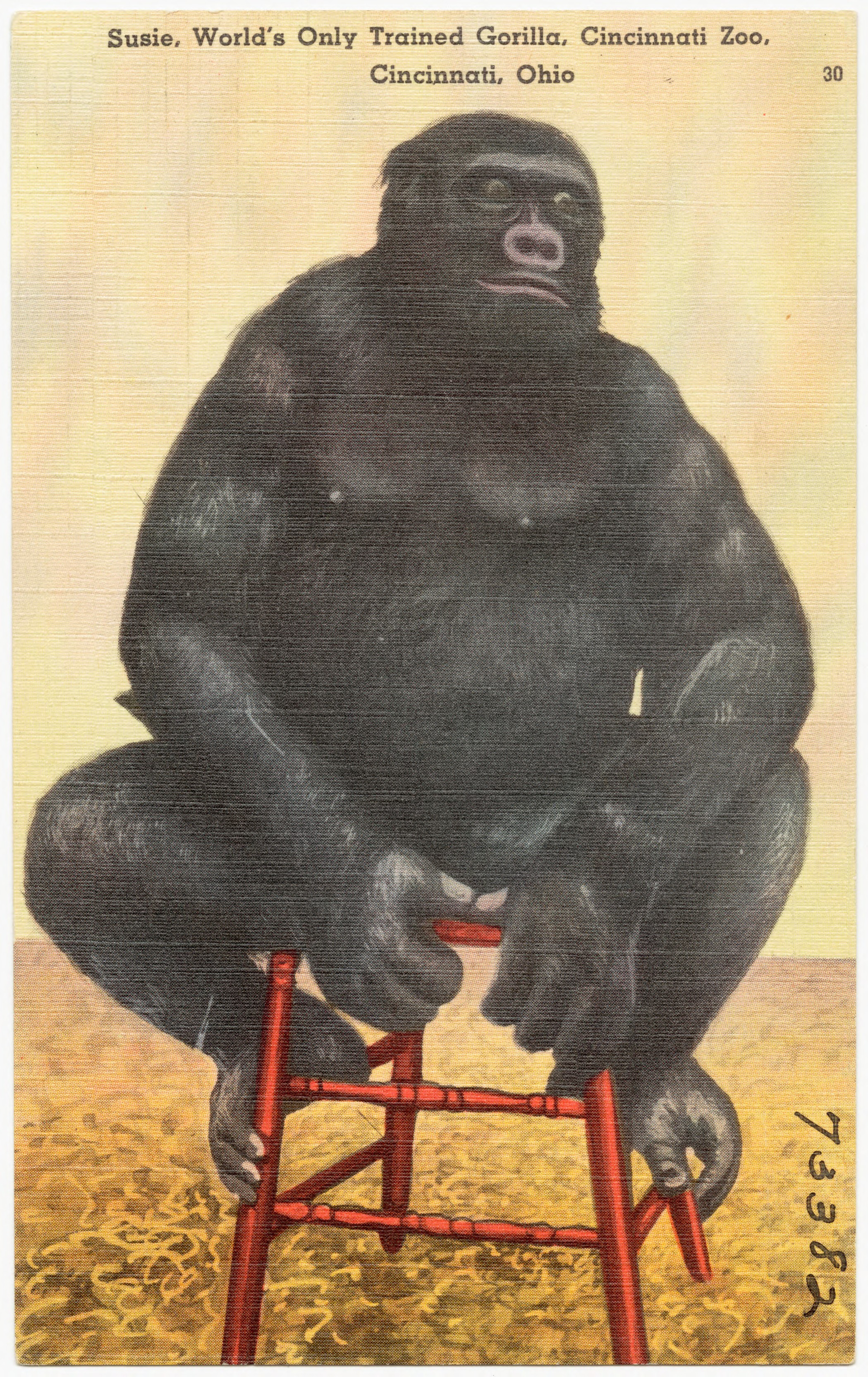
Susie in una cartolina

Nel 1931, Robert J. Sullivan prestò permanentemente allo zoo un gorilla orientale femmina di nome Susie. Catturata nel Congo belga, Susie fu venduta per la prima volta a un gruppo di esploratori francesi che la mandarono in Francia. Nell'agosto 1929, Susie fu trasportata dall'Europa negli Stati Uniti a bordo del dirigibile Graf Zeppelin accompagnato da William Dressman. Dopo che Susie completò un tour negli Stati Uniti e in Canada presso il Ringling Bros. e Barnum & Bailey Circus, Sullivan acquistò Susie per $ 4.500 e la prestò allo zoo di Cincinnati. Dressman, che rimase come addestratrice di Susie dopo essere stata prestata allo zoo, le insegnò a mangiare con coltello e forchetta, e insieme orchestrarono due spettacoli al giorno. Susie era così popolare che nel giorno del suo compleanno, il 7 agosto 1936, più di 16.000 visitatori accorsero per vederla allo zoo. Susie rimase uno degli animali più popolari allo zoo fino alla sua morte, il 29 ottobre 1947. Il suo corpo fu donato all'Università di Cincinnati, dove il suo scheletro rimase in mostra fino a quando non fu distrutto in un incendio nel 1974.

### Il caso Harambe
Il 28 maggio 2016, Harambe, un maschio di gorilla di pianura occidentale di 17 anni, di 200 kg (440 libbre), è stato ucciso a colpi di arma da fuoco da funzionari dello zoo dopo che un bambino di tre anni era entrato nel suo recinto. L'incidente venne registrato da uno spettatore e caricato su YouTube, dove il video è diventato virale. Il direttore dello zoo Thane Maynard dichiarò: "Il bambino veniva trascinato in giro... La sua testa batteva sul cemento. Questa non era un comportamento gentile. Il bambino era in pericolo". Le riprese finite su YouTube erano controverse, con alcuni che affermavano che dai filmati non era chiaro se Harambe avesse o meno intenzioni ostili nei confronti del bambino. Altri hanno chiesto che i genitori del bambino e/o lo zoo fossero ritenuti responsabili della morte del gorilla.
Il bambino venne portato in ospedale con lesioni non letali dopo essere stato tratto in salvo. La polizia sta indagando su possibili accuse penali, mentre i genitori del ragazzo hanno difeso le azioni dello zoo. L'incidente ebbe polemiche e critiche globali; il comico e attore Ricky Gervais, il chitarrista rock e astrofisico Brian May, e il giornalista e personaggio televisivo Piers Morgan hanno criticato l'abbattimento dell'animale, mentre lo sviluppatore immobiliare e poi presidente degli Stati Uniti, Donald Trump, e il direttore dello zoo e noto esperto di animali Jack Hanna lamentarono la sparatoria ma difesero la decisione dello zoo di dare priorità alla sicurezza del bambino. Il primatologo Frans de Waal non ha né difeso né condannato la decisione dello zoo, ma l'ha descritto come un dilemma orribile.

### Fiona

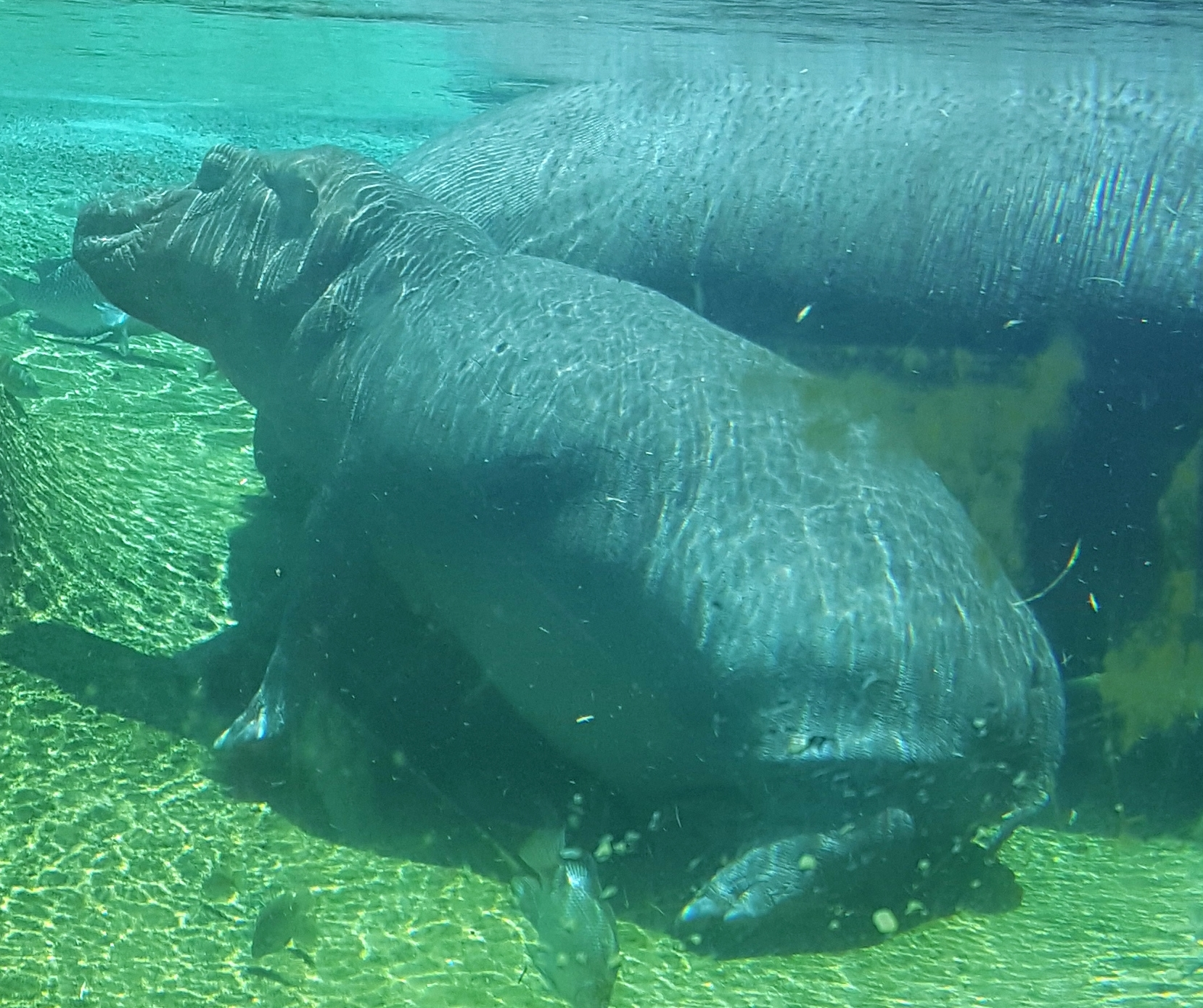
Fiona nell'Hippo Cove

Nel gennaio 2017, lo zoo ha avuto la prima nascita di un ippopotamo in 75 anni. Chiamata Fiona, la cucciola è nata prematuramente sei settimane e la sua sopravvivenza era a forte rischio. Gli sforzi dello zoo per salvarla e il suo successivo miglioramento della saluta della cucciola sono divenuti virali rendendo la piccola ippopotamo uno degli animali più famosi dello zoo.

## Campagna di espansione "More Home to Roam"
Nel 2018, lo zoo ha lanciato una campagna di espansione denominata "More Home to Roam" con l'obiettivo di raccogliere $ 150 milioni da utilizzare per lo sviluppo di nuove attrazioni e infrastrutture. Lo zoo prevede di aprire Roo Valley e una birreria all'aperto nel 2020, Rhino Reserve e un parcheggio per 1.800 veicoli nel 2023, e Elephant Trek nel 2025. Il piano include anche un nuovo ingresso per facilitare il traffico nello zoo. Le aggiunte mirano anche a rendere lo zoo netto-zero in termini di rifiuti, acqua ed energia, rendendo le strutture libere da rifiuti.
I filantropi Harry e Linda Fath hanno contribuito con $ 50 milioni alla campagna nel giugno 2018. I precedenti sforzi di espansione, come la mostra sull'Africa e la mostra sui gorilla, sono costati rispettivamente $ 34 e $ 18 milioni.